# Jim Paek
Chison Paek (hangul : 백지선) (né le 7 avril 1967 à Séoul en Corée du Sud) est un joueur professionnel de hockey sur glace. Il est né avec le prénom de Chison mais est rebaptisé Jim quand ses parents et lui immigrent au Canada Il a joué principalement dans la ligue internationale de hockey (LIH) et  dans la Ligue nationale de hockey (LNH). Il évoluait au poste de défenseur et remporte la Coupe Stanley à deux reprises avec les Penguins de Pittsburgh en 1991 et 1992. Paek et sa femme Kortney ont deux enfants : Megan et Kyler.

## Carrière

### Carrière de joueur
Jim Paek commence sa carrière professionnelle dans la ligue de hockey de l'Ontario en évoluant pour les Generals d'Oshawa en 1984. Lors de l'été 1985, il est choisi lors du repêchage d'entrée dans la Ligue nationale de hockey par les Penguins de Pittsburgh lors de la neuvième ronde, il est le 109e joueur choisi. Il ne rejoint pas immédiatement la LNH mais continue pendant encore une saison dans l'OHL puis rejoint les Lumberjacks de Muskegon de la Ligue internationale de hockey, l'équipe affiliée aux Penguins.
Il commence la saison 1990-1991 en jouant les matchs internationaux de l'équipe du Canada mais rejoint à la fin de la saison l'effectif des Penguins, jouant trois matchs de la saison régulière. Il devient le premier joueur d'origine coréenne à évoluer dans la grande ligue nord-américaine. Il participe alors aux séries éliminatoires et remporte avec les Penguins la Coupe Stanley. Il inscrit le premier but de sa carrière dans la LNH lors de la finale de la Coupe. L'année d'après, il remporte encore une fois la Coupe lors du doublet des Penguins. À l'issue de la saison, il est nommé meilleure recrue des Penguins.
Deux saisons plus tard, il rejoint en cours de saison les Kings de Los Angeles en échange de Tomas Sandström. Après seulement 18 matchs sous les couleurs des Kings, il part jouer pour les Sénateurs d'Ottawa pour la saison 1994-1995.
Encore une fois, il ne joue pas beaucoup de la saison et quitte les Sénateurs pour la LIH où il portera successivement les couleurs des Aeros de Houston, des Moose du Minnesota, des Moose du Manitoba et des Lumberjacks de Cleveland. En 2000, il quitte l'Amérique du Nord et rejoint la Grande-Bretagne et les Nottingham Panthers. Il prend sa retraite en 2003 après un court passage d'un an dans la ligue de hockey de l'Ouest du Canada pour les Aces d'Anchorage.

### Carrière d'entraîneur
En signant pour les Aces, Jim Paek s'est également engagé en tant qu'entraîneur des défenseurs de l'équipe. Après avoir raccroché les patins, il rejoint les Seals d'Orlando dans la World Hockey Association 2. Jim Paek est actuellement l'entraîneur adjoint des Griffins de Grand Rapids de la Ligue américaine de hockey, club associé aux Red Wings de Détroit.
En juillet 2014, il est nommé à la tête de la sélection nationale sud-coréenne.

## Statistiques
| Saison     | Équipe                   | Ligue      |     | Saison régulière | Saison régulière | Saison régulière | Saison régulière | Saison régulière |   | Séries éliminatoires | Séries éliminatoires | Séries éliminatoires | Séries éliminatoires | Séries éliminatoires |
| Saison     | Équipe                   | Ligue      | PJ  | B                | A                | Pts              | Pun              | PJ               | B | A                    | Pts                  | Pun                  |                      |                      |
| 1984-1985  | Generals d'Oshawa        | LHO        | 54  | 2                | 13               | 15               | 57               | 5                | 1 | 0                    | 1                    | 9                    |                      |                      |
| 1985-1986  | Generals d'Oshawa        | LHO        | 64  | 5                | 21               | 26               | 122              | 6                | 0 | 1                    | 1                    | 9                    |                      |                      |
| 1986-1987  | Generals d'Oshawa        | LHO        | 57  | 5                | 17               | 22               | 75               | 26               | 1 | 14                   | 15                   | 43                   |                      |                      |
| 1987-1988  | Lumberjacks de Muskegon  | LIH        | 82  | 7                | 52               | 59               | 141              | 6                | 0 | 0                    | 0                    | 29                   |                      |                      |
| 1988-1989  | Lumberjacks de Muskegon  | LIH        | 80  | 3                | 54               | 57               | 96               | 14               | 1 | 10                   | 11                   | 24                   |                      |                      |
| 1989-1990  | Lumberjacks de Muskegon  | LIH        | 81  | 9                | 41               | 50               | 115              | 15               | 1 | 10                   | 11                   | 41                   |                      |                      |
| 1990-9191  | Équipe du Canada         | Intl       | 48  | 2                | 12               | 14               | 24               | -                | - | -                    | -                    | -                    |                      |                      |
| 1990-1991  | Penguins de Pittsburgh   | LNH        | 3   | 0                | 0                | 0                | 9                | 8                | 1 | 0                    | 1                    | 2                    |                      |                      |
| 1991-1992  | Penguins de Pittsburgh   | LNH        | 49  | 1                | 7                | 8                | 36               | 19               | 0 | 4                    | 4                    | 6                    |                      |                      |
| 1992-1993  | Penguins de Pittsburgh   | LNH        | 77  | 3                | 15               | 18               | 64               | -                | - | -                    | -                    | -                    |                      |                      |
| 1993-1994  | Penguins de Pittsburgh   | LNH        | 41  | 0                | 4                | 4                | 8                | -                | - | -                    | -                    | -                    |                      |                      |
| 1993-1994  | Kings de Los Angeles     | LNH        | 18  | 1                | 1                | 2                | 10               | -                | - | -                    | -                    | -                    |                      |                      |
| 1994-1995  | Sénateurs d'Ottawa       | LNH        | 29  | 0                | 2                | 2                | 28               | -                | - | -                    | -                    | -                    |                      |                      |
| 1995-1996  | Aeros de Houston         | LIH        | 25  | 2                | 5                | 7                | 20               | -                | - | -                    | -                    | -                    |                      |                      |
| 1995-1996  | Moose du Minnesota       | LIH        | 42  | 1                | 11               | 12               | 54               | -                | - | -                    | -                    | -                    |                      |                      |
| 1996-1997  | Moose du Manitoba        | LIH        | 9   | 0                | 2                | 2                | 12               | -                | - | -                    | -                    | -                    |                      |                      |
| 1996-1997  | Lumberjacks de Cleveland | LIH        | 74  | 3                | 25               | 28               | 36               | 14               | 0 | 1                    | 1                    | 2                    |                      |                      |
| 1997-1998  | Lumberjacks de Cleveland | LIH        | 75  | 7                | 9                | 16               | 48               | 10               | 2 | 1                    | 3                    | 4                    |                      |                      |
| 1998-1999  | Lumberjacks de Cleveland | LIH        | 65  | 4                | 11               | 15               | 34               | -                | - | -                    | -                    | -                    |                      |                      |
| 1998-1999  | Aeros de Houston         | LIH        | 11  | 0                | 3                | 3                | 2                | 19               | 2 | 4                    | 6                    | 10                   |                      |                      |
| 1999-2000  | Lumberjacks de Cleveland | LIH        | 69  | 2                | 20               | 22               | 27               | 9                | 0 | 2                    | 2                    | 2                    |                      |                      |
| 2000-2001  | Nottingham Panthers      | ISL        | 47  | 3                | 21               | 24               | 28               | 6                | 1 | 2                    | 3                    | 2                    |                      |                      |
| 2001-2002  | Nottingham Panthers      | ISL        | 5   | 0                | 0                | 0                | 4                | 6                | 0 | 1                    | 1                    | 4                    |                      |                      |
| 2001-2002  | Aces d'Anchorage         | WCHL       | 40  | 1                | 28               | 29               | 12               | -                | - | -                    | -                    | -                    |                      |                      |
| 2002-2003  | Nottingham Panthers      | ISL        | 32  | 1                | 10               | 11               | 10               | 17               | 0 | 4                    | 4                    | 18                   |                      |                      |
| Totaux LNH | Totaux LNH               | Totaux LNH | 217 | 5                | 29               | 34               | 155              | 27               | 1 | 4                    | 5                    | 8                    |                      |                      |